# Lingue mahakiranti
Le lingue mahakiranti o maha-kiranti (Grande Kiranti)  sono lingue himalayane parlate in Nepal.

## Classificazione
Secondo Ethnologue, nelle lingue mahakiranti sono ricompresi 48 idiomi, così classificati:
- Lingue kham-magar-chepang-sunwari (12 lingue) 
  - Lingue chepang (3 lingue)
  - Lingue kham (4 lingue)
  - Lingue magar (3 lingue)
  - Lingue sunwari (2 lingue)
- Lingue kiranti (35 lingue) 
  - Lingue kiranti orientali (26 lingue)
  - Lingue kiranti occidentali (9 lingue)
- Lingua newari [codice ISO 639-3 new]